# Ba U
Ba U est un nom birman ; les principes des noms et prénoms ne s'appliquent pas ; U et Daw sont des titres de respect.
U Ba U (26 mai 1887 - 9 novembre 1963), est un juriste et homme d'État birman, président de la Cour suprême birmane de 1948 à 1952, puis deuxième président de la Birmanie du 16 mars 1952 au 13 mars 1957.

## Biographie
Ba U est né le 26 mai 1887 à Pathein, dans l'actuelle Région d'Ayeyarwady. Ses parents s'appelaient U Poe Hla et Daw Nyunt. Il intégra la Ragoon Government High School et en 1907 il partit étudier le droit à l'Université de Cambridge. Il obtint le titre de Bachelor of Laws en 1912.
Il travailla comme juriste à Rangoon de 1913 à 1921. À cette date, il devint juge de district. Il continua à servir comme juge au moment de l'occupation japonaise. En 1947, il fut fait chevalier commandeur dans l'Ordre de l'Empire britannique.
Membre de la Ligue anti-fasciste pour la liberté du peuple (AFPFL), il fut nommé président de la cour suprême birmane au moment de l'indépendance (1948), et le resta jusqu'à sa désignation à la présidence de l'Union birmane le 16 mars 1952. Il fut remplacé par Win Maung le 13 mars 1957.
Après avoir quitté la présidence, il écrivit son autobiographie : U Ba, My Burma: The Autobiography of a President (Taplinger Publishing, New York, 1958). Celle-ci contient peu de considérations sur les questions politiques.
Il s'était marié deux fois : en 1913 avec Daw Daw Nyein, fille du juge de district en retraite U Aung Zan, avec laquelle il avait eu deux fils. Après la mort de Daw Daw Nyein en 1922, il épousa en 1923 Daw Daw Aye, fille du gouverneur U Soe Pe, qui lui donna trois filles et deux fils. Daw Daw Aye mourut en 1941.
Ba U est mort à Rangoon le 9 novembre 1963.

## Source
- (en) Cet article est partiellement ou en totalité issu de l’article de Wikipédia en anglais intitulé « Ba U » (voir la liste des auteurs).